# استیدیوم آرکیدیوم
استیدیوم آرکیدیوم (به انگلیسی: Stadium Arcadium) نهمین آلبوم استودیویی از گروه موسیقی راک اهل ایالات متحده آمریکا رد هات چیلی پپرز است. آلبوم در ۹ مه ۲۰۰۶ توسط وارنر رکوردز منتشر شد.
این آلبوم در چارت‌های ایتالیا، فرانسه، ایرلند، نروژ، استرالیا، هلند، آمریکا، دانمارک، لهستان، فنلاند، سوئد، سوئیس، نیوزلند، اتریش، فلاندرز، بریتانیا در رتبه اول و در چارت‌های والونیا، اسپانیا، پرتغال، جزو ده آلبوم اول قرار گرفت.